# José Laso Castejón
José "Pepe" Laso Castejón, (Madrid, Comunitat de Madrid, 10 de setembre de 1938), és un exjugador de bàsquet i entrenador espanyol. És el pare del també jugador i entrenador Pablo Laso.

## Biografia
Pepe Laso va començar a jugar el 1953 i el 1959 es va incorporar al Reial Madrid. Als 22 anys es va retirar i va començar la seva carrera com a entrenador fins al 1964. Als 24 anys va tornar a jugar, jugant amb el Saski Baskonia. Es va retirar definitivament com a jugador als 32 anys.

## Trajectòria com a entrenador
- 1972/77: CD Baskonia
- 1981/83: CB Saragossa (ACB)
- 1984/85: CAI Saragossa (ACB)
- 1985/87: Caixa Àlaba (ACB)
- 1988/89: Fòrum Valladolid (ACB)
- Ha estat també seleccionador estatal sub-23 i Júnior
- Les temporades 90-91 i 91-92 va ocupar el càrrec de director general del TAU Baskonia

## Internacionalitats
Va ser internacional amb Espanya en 19 ocasions.
- És una de les quatre sagues pare i fill que han vestit la samarreta estatal espanyola, les altres tres són Rafa Jofresa, Tomàs Jofresa i el seu pare Josep Maria Jofresa i Jordi Soler i el seu pare Josep Maria Soler i José Manuel Beirán i Javier Beirán.

Va participar en els esdeveniments següents:
- Jocs Mediterranis de 1959, medalla de plata
- Jocs Mediterranis de 1967: 6a posició.
- Eurobasket 1967: 10a posició.

## Palmarès
- 1959-1960 Reial Madrid Guanyador de Lliga i Copa del Rei
- 1960-1961 Reial Madrid Guanyador de Lliga i Copa del Rei